# Josef Knauer
Josef Knauer (1. prosince 1764, Czerwony Strumień – 16. května 1844, Vratislav) byl římskokatolický biskup. V letech 1843–1844 stál v čele vratislavské diecéze.

## Životopis

### Dětství a mládí
Josef Knauer se narodil do rodiny chudého chalupníka Jana Knauera a jeho ženy Terezy. Po ukončení základní koly v Mezilesí pokračoval ve studiu na katolickém gymnáziu ve Vratislavi a dále se věnoval studiu teologie a filosofie na Vratislavské univerzitě.

### Pastorační práce v Kladsku
Poté, co 7. března 1789 dosáhl vysvěcení na kněze, byl poslán do Mezilesí, kde působil jako kaplan. Od roku 1794 pracoval jako farář v mariánském chrámu ve Vambeřicích, od roku 1814 pak v Kladské Bystřici.

### Velký děkan kladský
Ještě za svého působení ve vambeřické farnosti jej roku 1808 pruský král Fridrich Vilém III. jmenoval velkým děkanem Kladského hrabství. 16. ledna 1809 toto rozhodnutí přijal pražský arcibiskup metropolita Vilém Florentin Salm-Salm a jmenoval jej arcibiskupským vikářem Kladského hrabství.
Během jeho vlády potvrdil papež Pius VII. svou bulou De salute animarum z 16. července 1821, že kladský děkanát náleží k pražskému arcibiskupství. Dokument však zároveň potvrzoval silnější provázání děkanátu s vratislavskou diecézí, když určil, že každý děkan se zároveň stane čestným vratislavským kanovníkem.
Roku 1837 mu Vratislavská univerzita předala čestný doktorát. 27. srpna 1841 se stal členem vratislavské katedrální kapituly a 6. února 1843 jej papež jmenoval vratislavským biskupem.

### Biskup vratislavský
Slavnostní uvedení do úřadu biskupa proběhlo 23. května 1843. Knauer usedl na biskupský stolec v již značně pokročilém věku a po necelém roce 16. května 1844 zemřel. Jeho ostatky jsou uloženy v kryptě katedrály svatého Jana Křtitele ve Vratislavi.